# Bliskoistočna glazba
Bliskoistočna glazba naziv je za glazbenu tradiciju naroda i država Bliskog istoka, zemljopisnoga opsega od Maroka do Irana. Obilježavaju je brojni utjecaji iz Arapskog svijeta, odnosno zemljopisnoga područja Sjeverne Afrike i Arapskoga poluotoka, od kojih prevladavaju utejcaji arapske kulture i islama. Od kršćanske glazbe ističu se utjecaji egipatskih Kopta, Armenaca i istočnih katoličkih crkava s područja Bliskog istoka.
Bliskostočna je glazba tijekom povijesti utjecala na glazbene tradicije Indije, Središnje Azije, prostora Jugoistočne Europe za vrijeme Osmanskoga Carstva i područja južne Španjolske djelovanjem osvajača Maura. U 20. i 21. stoljeću nalazi se pod sve snažnijim utjecajem zapadnjačke anglofonske glazbe, zbog čega nastaju "hibridi" brojnih glazbenih žanrova, pretežito kao spoj arapske glazbe i nekog glazbenog žanra (npr. arapski pop ili arapski rock)
Glavna obilježja bliskoistočne glazbe su jednoglasje (monofonija) u pjevanju i instrumentalnom izvođenju glazbe i arapski tonski sustav u kojem prevladava kvadratonika (za raziku od, naprimjer, istočnoazijske pentatonike), glazbeni tonski sustav od četiri tona.
Često se izraz bliskoistočne glazbe koristi kao bliskoznačnica za arapsku glazbu, zbog njezinoga prevladavjućeg utjecaja.

## Vanjske poveznice
- Tportal.hr Bojan Stilin: Upoznajte Omara Souleymana, "Mišu Kovača Bliskog istoka", 22. rujna 2015. (pristupljeno 21. rujna 2017.)